# Герб комуни Гресторп
Герб комуни Гресторп (швед. Grästorps kommunvapen) — символ шведської адміністративно-територіальної одиниці місцевого самоврядування комуни Гресторп.

## Історія
На печатках гераду (територіальної сотні) Осе з документів XVІ століття використовувалося зображення рукавички та двох покладених навхрест стріл. На печатці гераду Вісте було зображення правиці з жестом благословення, лук і стріла. Ці мотиви використано при розробці 1957 року гербів для цих герадів. проекту символа для комуни.
Після адміністративно-територіальної реформи, проведеної в Швеції на початку 1970-х років, муніципальні герби стали використовуватися лишень комунами. Обидва геради увійшли до складу комуни Гресторп, для якої було розроблено новий герб з урахуванням символів герадів. Герб комуни Гресторп офіційно зареєстровано 1981 року.
Герби давніших адміністративних утворень, що увійшли до складу комуни, більше не використовуються.

Герб герада Вісте
Герб герада Осе

## Опис (блазон)
Щит перетятий золотою хвилястою балкою; у верхньому чорному полі золота правиця з піднятими вгору двома пальцями, праворуч неї такий же лук без тятиви, а ліворуч — золота стріла вістрям вгору; у нижньому червоному полі золота рукавичка та такі ж дві скошені навхрест вістрями вгору стріли.

## Зміст
Сюжети герба походить з печаток XVІІ століття і гербів 1957 року герадів Вісте й Осе. Хвиляста балка символізує річку Носсан, яка протікає через комуну. 